# Lago Utah
El lago Utah (del inglés: Utah Lake) es uno de los mayores lagos de agua dulce de Estados Unidos, situado en el estado de Utah.

## Geografía

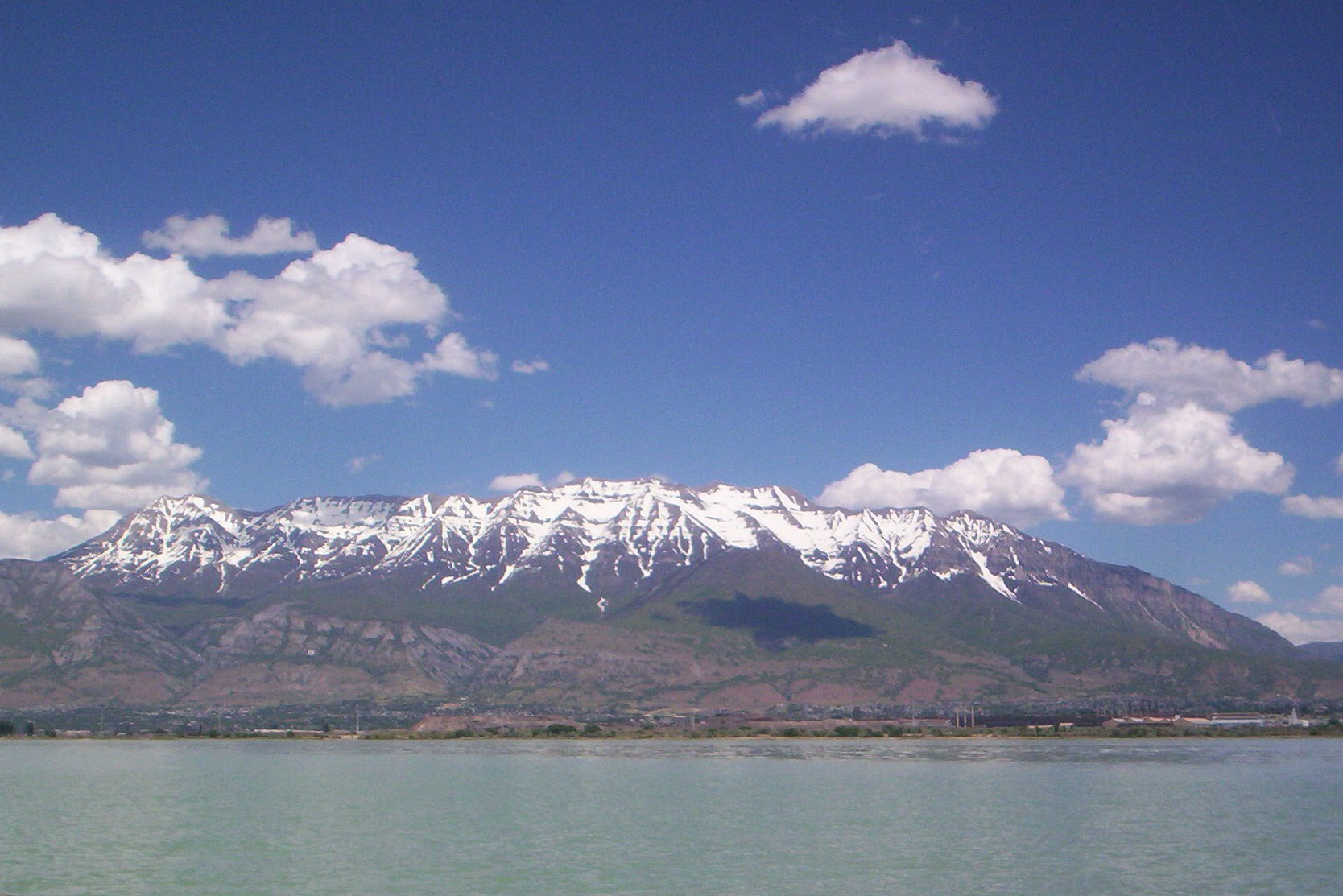
Vista del lago; al fondo el monte Timpanogos

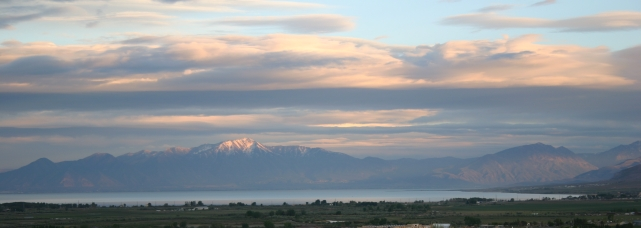
Otra vista del lago Utah

El lago Utah con una superficie de 392 km² es uno de los lagos naturales de agua dulce más grandes del oeste de los Estados Unidos es el lago más grande nacido del antiguo lago Bonneville después del Gran Lago Salado del que se alimenta a través río Jordan.
Varias especies de peces son endémicas de las que están el chamiste (june sucker), especie amenazada y escorpina del lago Utah Utah Lake sculpin, ahora extinguido.
Aunque 13 especies eran originarias del lago, solo el chamiste y el Catostomus ardens viven allí todavía y representan menos del 2% de la biomasa.
La especie dominante en el lago es la carpa común, introducida en 1881 para reemplazar los peces nativos víctimas de la sobreexplotación. Representa más del 90 % de la biomasa y contribuye severamente a la decadencia de las especies endémicas alterando el ecosistema.
El lago Utah domina el valle de Utah, al norte del estado de Utah entre los que las principales ciudades como Provo y Orem están situadas entre la orilla oriental del lago y los montes Wasatch. Al oeste, el lago es bordeado por las montañas del lago (Lake Moutain) mientras que las montañas del oeste (West Mountain) sobresalen en su parte meridional, separando la bahía de Goshen de la playa Lincoln beach.
Están conectados con el cuerpo principal del lago dos grandes, bahías: la bahía ya mencionada de Goshen al sur y la bahía de Provo al este.
A pesar de su gran superficie, el lago es poco profundo, tiene una profundidad máxima de 4,27 m y una profundidad media de alrededor de 2,74 m. Esto permite que los vientos agiten fácilmente los sedimentos del fondo del lago, que contribuyen a la turbiedad vista en el agua del lago Utah. El volumen de agua del lago es 1,11 km³.
El lago tiene una longitud de 38,3 km y una anchura máxima de 20,4 km.
Hay varias fuentes de aguas termales muy populares alrededor del lago particularmente en Lincoln Beach y en Saratoga Springs.

### Isla de las aves
El lago contiene una pequeña isla que lleva el nombre de isla de las aves. Está situada en el sur del lago a unos 4 km en el norte de la escollera de Lincoln Beach. La isla posee algunos árboles y es visible desde Lincoln Beach. Esta isla puede estar totalmente cubierta de agua los años muy lluviosos. En esos años, solo los árboles sobrepasan del nivel de agua. La zona es popular por la pesca de la lucioperca americana, el Morone chrysops y los siluros.

## Hidrología
Los principales afluentes del lago son el río Provo (110 km), el Spanish Fork, el American Fork, el arroyo Hobble, el arroyo Mill Race y el arroyo Currant. Además, existen numerosos arroyos y aguas termales. El lago desagua al norte por el río Jordan. El río fluye luego hacia el norte a través de Utah con destino al condado de Salt Lake y desemboca en el Gran Lago Salado.

## Ecosistema
Las zonas húmedas del lago son unos lugares muy importantes de paso para las aves migratorias. Más de 220 especies de aves visitan estas zonas. Existe una zona de preservación en el sur del lago cerca de la bahía de Goshen.
El crecimiento rápido de la población en el valle de Utah amenaza el equilibrio del lago. Existen numerosas propuestas para mejorar las orillas del lago.
La trucha de Bonneville era en el pasado el pez depredador muy numeroso en este ecosistema [2]. En 1864, un pescador podía llegar a capturar entre 1580 y 1680 kg de truchas en una sola red. En 1874, se pusieron nuevas leyes para proteger este pez pero la pesca con red comercial no fue suprimida hasta 1897. La trucha desapareció totalmente del lago en los años 1920. Los depredadores actuales no son nativos del lago porque se trata de especies introducidas como el Morone chrysops.
Desde el 2006, la división de los recursos naturales de Utah regula la pesca para proteger a los grandes depredadores. Los pescadores de caña deben liberar los Morone chrysops menores de 30 cm y no pueden llevarse las luciopercas americanas de más de 50 cm. Las poblaciones de estas dos especies están controladas y la pesca se adapta a su población.

### Especies amenazadas y especies extinguidas
El lago Utah alberga el Chasmistes liorus, un pez amenazado de extinción. El lago también albergaba el Cottus echinatus, que ha desaparecido totalmente.

#### Chasmistes liorus
El Chasmistes liorus vive solamente en el lago Utah y en el río Provo. La especie fue añadida a la lista de las especies amenazadas el 30 de abril de 1986. Este pez es gris oscuro con dos manchas morenas en el dorso y se alimenta de zooplancton. Puede vivir hasta 40 años.
Aunque antiguamente era muy abundante en el lago, empezó a escasear por varias razones. La principal razón de su desaparición es la llegada de peces introducidos por el hombre como el Morone chrysops, pero también a causa de la polución, de la pesca intensiva, y de la turbiedad de las aguas.
Los biólogos tratan de repoblar las aguas del lago con este pez. Chamistes están protegidos en el depósito Red Butteref name="Red Butte fish transfers">(en inglés) Fish Transfers. Red Butte Dam Rehabilitation Project.</ref> para ser posteriormente soltados en el lago. Durante el verano de 2005, se soltaron 8000 chamistes en el lago.

#### Cottus echinatus
El Cottus echinatus era un pez endémico del lago Utah de la familia Cottus. La especie desapareció en los años 1930 debido a una sequía muy fuerte que causó una caída importante del nivel de las aguas en el lago. El invierno que siguió fue muy frío y el lago se heló en toda su profundidad debido a la poca cantidad de agua. También hay que añadir a esto el descenso de la calidad de las aguas causada por la agricultura.
El Cottus echinatus era una especie bentica que se alimentaba esencialmente de invertebrados. Un pez de la misma familia, el Cottus extensus también vivía en Utah y más exactamente en el lago Bear.

### Especies introducidas

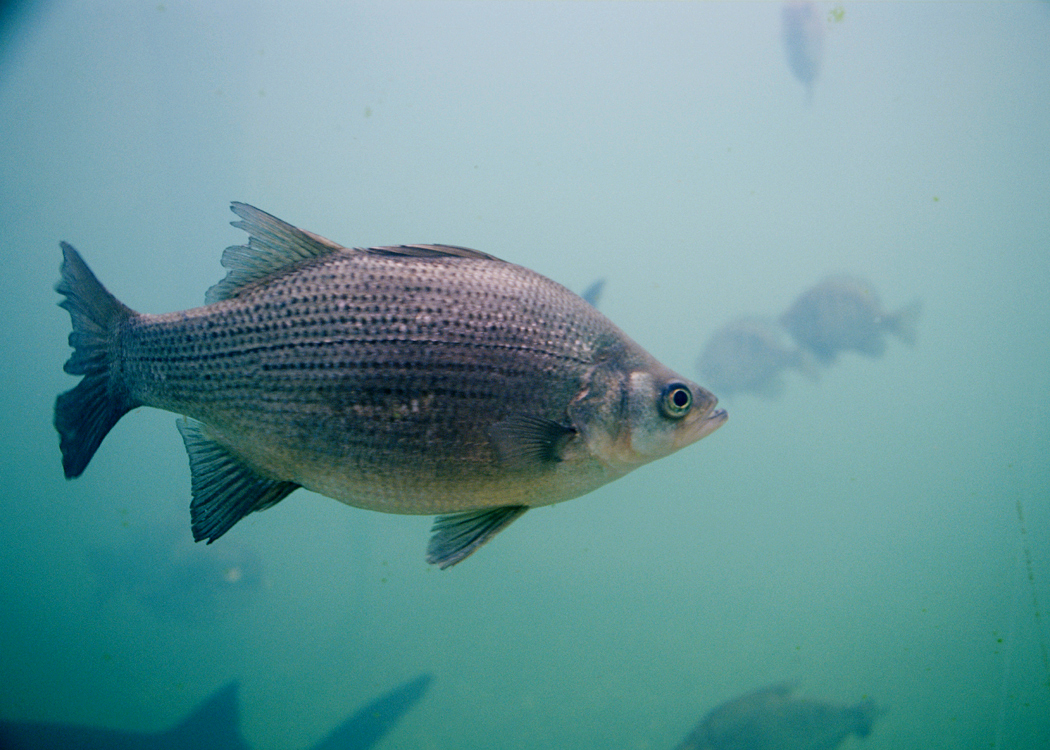
El Morone chrysops es el segundo pez en número del lago

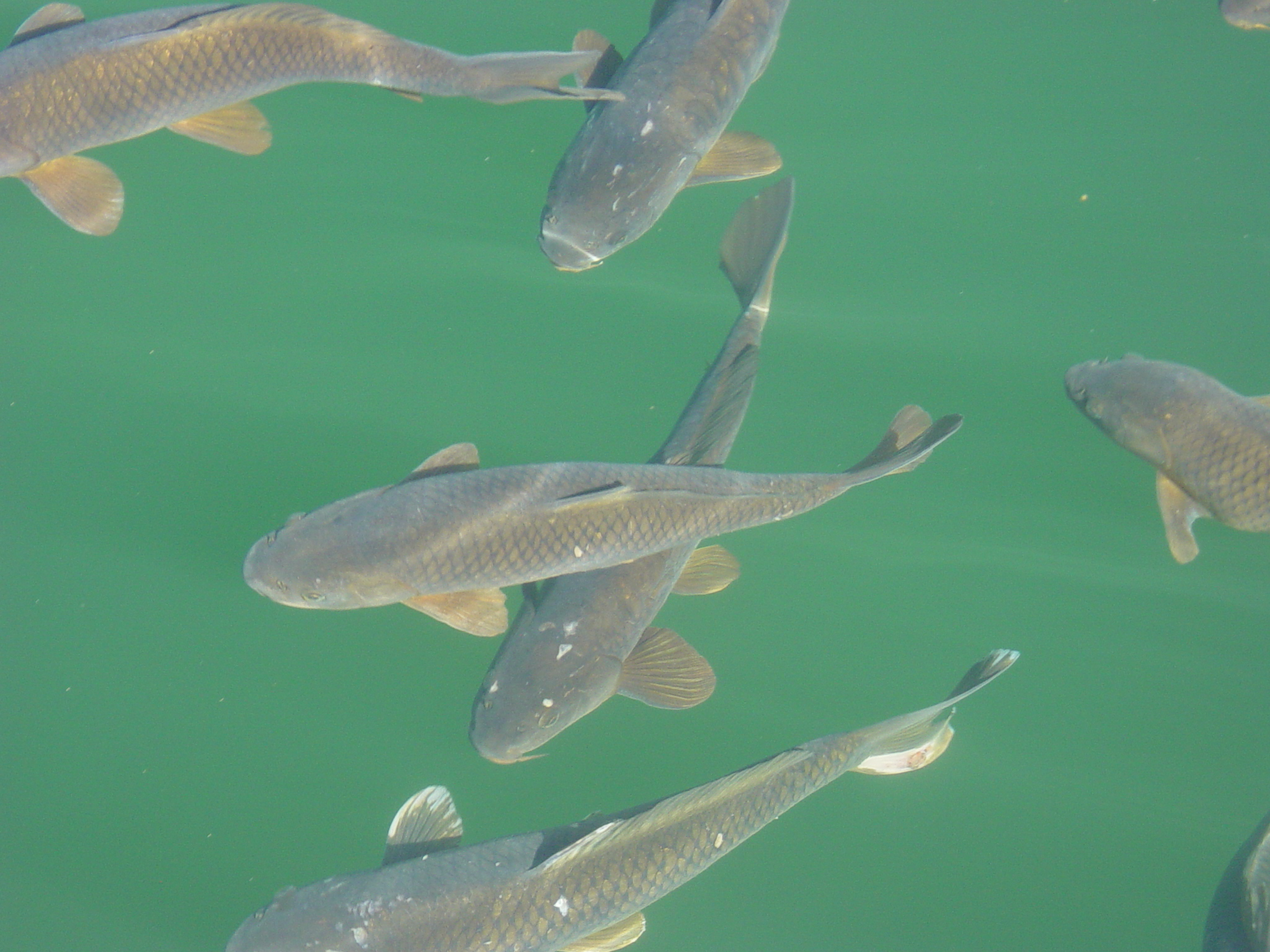
La carpa es el pez más numeroso del lago.

Al menos 24 especies de peces han sido introducidas en el lago entre las que están la Carpa, el Morone chrysops, el siluro, el pez gato americano, la lubina negra, y la lucioperca americana. Es en el lago Utah dónde se han pescado más ejemplares de Morone chrysops del estado de Utah.

#### Carpa
Introducida en el lago en 1881 como una fuente de alimento complementario para frenar la disminución de las poblaciones autóctonas del lago, la carpa se convirtió en la especie dominante del lago.
Las carpas representan cerca del 91 % de la biomasa del lago con una población de cerca de 7,5 millones de individuos. El peso medio de las carpas es de 2,4 kg y el peso total estimado de carpas en el lago es de más de 18 millones de kg [16].
Las carpas tienden a remover el fondo del agua para encontrar su alimento lo que tiene como consecuencia el aumento de la turbiedad de las aguas. Además, destruyen los vegetales del fondo del lago lo que afecta a otros peces que necesitan estos vegetales para alimentarse.
La tendencia actual es pues la limitación de la población de las carpas en el lago vistos los efectos nefastos en el ecosistema del lago. El deseo es disminuir la población de las carpas para favorecer la vuelta de las poblaciones que vivían en el pasado en el lago, como por ejemplo como la trucha de Bonneville.

## Problemas sanitarios
El 16 de mayo de 2006, se lanzó un aviso contra el consumo de carpas del lago. Una carpa pescada en el lago poseía en efecto un nivel de bifenilos policlorados (PCB) dos veces superior a la cantidad máxima permitida.
El toxicólogo Jason Scholl del departamento de la salud del estado de Utah explicó que el riesgo actual para la salud es mínimo en caso de consumo de carpas del lago porque el nivel de PCB ahora es inferior al nivel de alerta. Hace falta según él, exposiciones prolongadas al PCB para causar enfermedades (cánceres).

## Usos recreativos
Debido a la proximidad del área urbana de Provo-Orem, el lago es un lugar popular para hacer numerosos deportes náuticos como la vela, el esquí acuático, y la pesca. El principal embarcadero está situado en el parque Utah Lake State Park en la parte oriental del lago cerca de la desembocadura del río Provo. Otros embarcaderos del lago se encuentran en Saratoga Springs, American Fork, Lindon, y en Lincoln Beach.
El lago era todavía más popular en el pasado porque sus aguas eran de mejor calidad. A finales del siglo XIX y principios del siglo XX, ya existían infraestructuras para acoger a los turistas en Saratoga Springs y en Geneva. Geneva (cuyo nombre viene del nombre de la chica del propietario y no de la ciudad de Ginebra en Suiza) fue construida en el lugar donde se encuentra actualmente el embarcadero de Lindon. También se encuentra cerca de allí la fábrica Geneva Steel de Orem.

## Litigios
La posesión de los terrenos que rodeaban el lago Utah fueron el escenario de numerosas disputas entre los granjeros que vivían en las cercanías y el estado de Utah. La zona del lago pertenece en efecto al estado desde 1896. Sin embargo, a causa de una delimitación imprecisa y al nivel fluctuante del lago (Períodos secos y períodos húmedos), los granjeros se habituaron a utilizar las tierras a veces inundadas mientras que el estado considera que estas tierras le pertenecen.
Varias disputan terminaron en manos de la justicia desde 1947 con decisiones que iban en ambos sentidos. Más recientemente, la corte americana del distrito decidió delimitar la zona con arreglo al estado de las orillas en 1896 utilizando diversas informaciones de la época. Esto debería acabar con los litigios definitivamente.